# Llibre d'Apolonio
El llibre d'Apolonio és una obra del mester de clerecia castellà. Datat al segle XIII i d'autoria anònima, recull una vella història dels inicis de l'edat mitjana (les aventures d'Apoloni) en la versificació tradicional del quaderna via. La còpia conservada és molt posterior (segle XV), fet que explica els canvis en la llengua i el metre.

## Argument
Apoloni viatja a Tir per aconseguir casar-se amb la seva princesa però és rebutjat pel rei. De viatge de tornada, naufraga i es casa amb una altra princesa. Quan retornen a casa, ella sembla morir de part i el seu cos és llençat al mar, però la dona sobreviu i ingressa en un convent. Apoloni deixa el nadó en un convent i continua fent de rei. La petita és venuda a un prostíbul però gràcies al seu encant aconsegueix que respectin la seva virginitat i sobreviu cantant poesia. En una sessió apareix un noble que s'enamora d'ella i demanen permís a Apoloni per casar-se, qui aleshores descobreix la veritat sobre la seva filla, a qui creia morta, i sobre la seva esposa. Finalment la família es reuneix feliç.

## Anàlisi
Apoloni apareix com un heroi exemplar, importa més transmetre la moral correcta de l'església que la versemblança del relat, per això s'inclouen gestes exagerades i reflexions que tallen la narració. Es barregen les aventures i amors propis de la futura novel·la bizantina amb episodis històrics i jocs d'identitats i sempre apareix Déu com salvador, premiant la bona conducta d'Apoloni i la seva família. L'anagnòrisi i retrobament final parteix del model de la tragèdia grega i els episodis intercalats sobre les aventures del rei a diverses corts prenen elements de les cançons de gesta.